# Anyang (Corea del Sur)
Anyang (del coreano: 안양), oficialmente Ciudad de Anyang (en coreano: 안양시, Anyang-si) es una ciudad ubicada en la provincia de Gyeonggi al norte de la república de Corea del Sur. Está ubicada al sur de Seúl a unos 25 km. Su área es de 58,52 km² y su población total es de 619 653. Su lema es "Ciudad habitable, orgullosos ciudadanos".

## Administración
La ciudad de Anyang se divide en 2 distritos (gu) :
- Distrito Dongan 동안구
- Distrito Manan 만안구

Estos se dividen en 31 barrios (dong).

## Historia
El nombre Anyang proviene del templo Anyang que fue establecido por Wang-Geon, el primer emperador de la Dinastía Goryeo. En el cuarto año de Hyogong, rey de la Silla (900), Wang-Geon, un descendiente de Ye Gung, estaba cruzando las montañas tres estrellas para reprimir una rebelión en las áreas Gumju y Gwaju, hoy Siheung y Gwacheon. Mientras que las tropas se dirigían se toparon con un sacerdote budista llamado Neungjung y mientras lo escuchaban Wang-Geon tuvo la idea de construir un templo en ese lugar. Anyang en sí es un término budista que significa, una tierra celestial donde la alegría y la libertad inimaginable se desbordan.
Como con la mayoría de pueblos y ciudades de Corea del Sur, Anyang ha experimentado un tremendo crecimiento urbano durante las últimas décadas. Como la mayoría de las partes de la península coreana de Anyang fue severamente golpeada durante la guerra de Corea. Diez años después de su fin, la población del área era todavía en gran parte rural y agrícola. Hoy la ciudad ha crecido hasta convertirse en la 25 más grande. También es casa para muchos trabajadores en Seúl debido a su proximidad.
- En 1977, una inundación devasta la región de Seúl dejando 335, incluidos 148 en Anyang y las zonas adyacentes.[2]

## Trabajo
Muchos trabajadores de Seúl viven en Anyang. En la ciudad hay 1194 empresas.
Actualmente hay 6300 personas que trabajan en 238 empresas y compañías de servicios

## Crimen
En 2007 hubo 16 311 casos de delincuencia en la ciudad. Hubo 13 771 detenciones efectuadas durante el mismo año.

## Clima
Anyang, como ciudad típica de Corea es muy fría y seca en el invierno, caliente y húmeda en el verano. La temperatura media anual es de 12 °C, mientras que la precipitación media es de 1344 mm. Alrededor del 66% de la lluvia cae en la temporada del monzón entre junio y agosto.
| Parámetros climáticos promedio de Anyang | Parámetros climáticos promedio de Anyang | Parámetros climáticos promedio de Anyang | Parámetros climáticos promedio de Anyang | Parámetros climáticos promedio de Anyang | Parámetros climáticos promedio de Anyang | Parámetros climáticos promedio de Anyang | Parámetros climáticos promedio de Anyang | Parámetros climáticos promedio de Anyang | Parámetros climáticos promedio de Anyang | Parámetros climáticos promedio de Anyang | Parámetros climáticos promedio de Anyang | Parámetros climáticos promedio de Anyang | Parámetros climáticos promedio de Anyang |
| Mes                                      | Ene.                                     | Feb.                                     | Mar.                                     | Abr.                                     | May.                                     | Jun.                                     | Jul.                                     | Ago.                                     | Sep.                                     | Oct.                                     | Nov.                                     | Dic.                                     | Anual                                    |
| ---------------------------------------- | ---------------------------------------- | ---------------------------------------- | ---------------------------------------- | ---------------------------------------- | ---------------------------------------- | ---------------------------------------- | ---------------------------------------- | ---------------------------------------- | ---------------------------------------- | ---------------------------------------- | ---------------------------------------- | ---------------------------------------- | ---------------------------------------- |
| Temp. máx. media (°C)                    | 2                                        | 5                                        | 10                                       | 18                                       | 23                                       | 27                                       | 29                                       | 30                                       | 26                                       | 20                                       | 12                                       | 5                                        | 17.3                                     |
| Temp. mín. media (°C)                    | -7                                       | -5                                       | 0                                        | 6                                        | 12                                       | 18                                       | 22                                       | 22                                       | 16                                       | 9                                        | 2                                        | -4                                       | 7.6                                      |
| Precipitación total (mm)                 | 0                                        | 28                                       | 49                                       | 105                                      | 88                                       | 151                                      | 383                                      | 265                                      | 160                                      | 48                                       | 43                                       | 24                                       | 1344                                     |
| Fuente:                                  |                                          |                                          |                                          |                                          |                                          |                                          |                                          |                                          |                                          |                                          |                                          |                                          |                                          |

## Deportes
El equipo local de hockey sobre hielo es el Anyang Halla ( 안양 한라) fundado el 12 de diciembre de 1994 y juega en la sección profesional de la liga Asiática de Hockey sobre hielo. el cual fue campeón en 2010. También cuenta con un equipo de baloncesto llamado Anyang KGC (안양 한국인삼공사).

## Ciudades hermanas
Nivel Nacional
| Ciudad    | Provincia             |
| --------- | --------------------- |
| Yeongwol  | Gangwon               |
| Goesan    | Chungcheong del Norte |
| Yesan     | Chungcheong del Sur   |
| Jangsu    | Jeolla del Norte      |
| Hampyeong | Jeolla del Sur        |
| Ulleung   | Gyeongsang del Norte  |
| Hadong    | Gyeongsang del Sur    |

Nivel Internacional
| Ciudad       | Estado                | País           | Año  |
| ------------ | --------------------- | -------------- | ---- |
| Komaki       | Prefectura de Aichi   | Japón          | 1986 |
| Hampton      | Virginia              | Estados Unidos | 1989 |
| Garden Grove | California            | Estados Unidos | 1989 |
| Weifang      | Shandong              | China          | 1995 |
| Ulan-Ude     | Buryatia              | Rusia          | 1997 |
| Naucalpan    | Estado de México      | México         | 1997 |
| Tokorozawa   | Prefectura de Saitama | Japón          | 1998 |